# Pangrč Grm
Pangrč Grm je naselje v Občini Novo mesto.